# Kitz

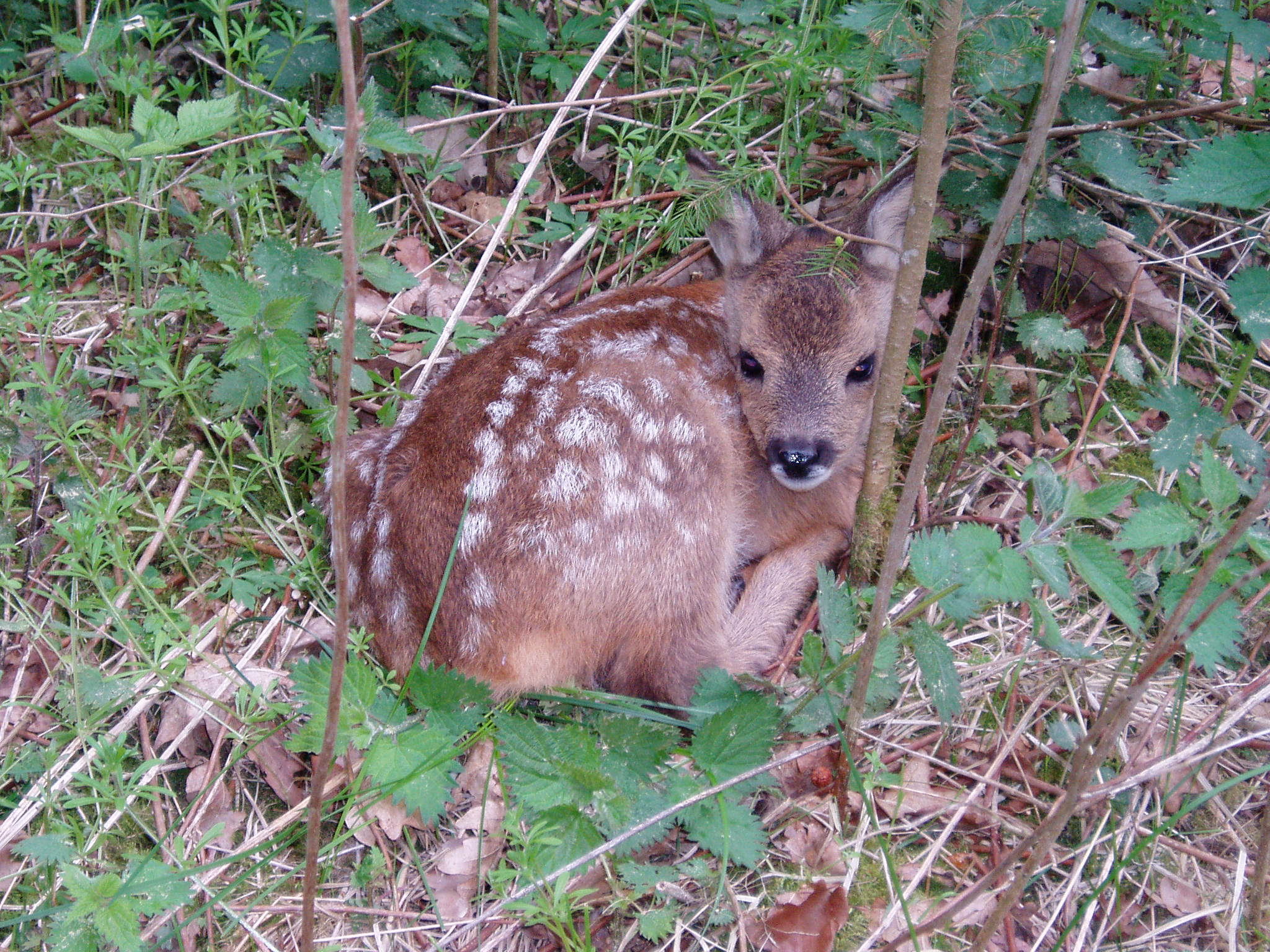
Kitz des Rehs (Capreolus capreolus)

Als Kitz werden vor allem in der Jägersprache die Jungtiere von Reh-, Gams- und Steinwild bis zur Vollendung des ersten Lebensjahres oder bis zum 31. März des auf die Geburt folgenden Jahres bezeichnet. Je nach Wildart werden diese Rehkitz, Gamskitz oder Steinkitz genannt. Seltener werden auch die Jungtiere des Damwilds als Kitz bezeichnet. Mit Ausnahme des Rehwilds werden Jungtiere von Hirscharten jedoch gewöhnlich Kalb genannt; auch die Jungtiere des Rehwilds, insbesondere das weibliche Rehkitz, wurden früher Rehkalb genannt. Als Kitz werden neben den Jungtieren von Wildarten zudem die der Hausziege bezeichnet. Jungtiere chinesischer Hausziegen werden auch Kid genannt.
Weibliche Kitze werden Geißkitz genannt, weibliche Rehkitze auch Rickenkitz. Männliche Kitze werden als Bockkitz bezeichnet, männliche Rehkitze, wenn sie im Herbst und Winter das Erstlingsgeweih schieben, in Süddeutschland und Österreich auch als Kitzbock.
Das Wort „Kitz“ leitet sich über mittelhochdeutsch kiz, kitze von althochdeutsch chizzī(n) ab, einer Verkleinerungsform zu einem germanischen Wort mit der Bedeutung „Tierjunges“ und ursprünglich wohl ein Lockruf. Neben der neutralen Form Kitz existiert auch die feminine Form Kitze.

## Rehkitz
Ein Rehkitz wiegt bei seiner Geburt etwa ein Kilogramm. Die hellen Flecken auf dem Fell der Rehkitze dienen dem Jungtier zur Tarnung in der Vegetation. In den ersten Lebenstagen besucht die Mutter ihre Jungen (1 bis 3 Junge) bei Tageslicht ausschließlich zum Säugen. Als Ablieger drücken sich die Rehkitze für die übrige Zeit instinktiv nahezu reglos im (hohen) Gras, Getreide oder Laub auf den Boden. Die Mutter hält sich meist etwas abseits von ihrem Jungtier auf, um im Falle einer Bedrohung durch potentielle Fressfeinde (zum Beispiel größere Greifvögel und wildernde Haushunde) diese davon ablenken zu können. Erst nach einer Woche folgen die Kitze dem Muttertier. Kitze werden bis zu 6 Monaten gesäugt. Vereinzelt werden im Januar noch Ricken mit Milch im Gesäuge erlegt. Dann sind sie alt genug, sich selbst ihr Futter zu suchen.

## Belege
1. ↑  Meyers Enzyklopädisches Lexikon. Band 13. Bibliographisches Institut, Mannheim 1975, S. 732.
2. 1 2  Gerhard Seilmeier (Hrsg.): Jagdlexikon. 4. Auflage. BLV Verlagsgesellschaft, München 1987, ISBN 3-405-13469-2, S. 403.
3. ↑  Ekkehard Wiesner, Regine Ribbeck: Lexikon der Veterinärmedizin. 4. Auflage. Enke, Stuttgart 2000, S. 776.
4. 1 2 3  Gerhard K. F. Stinglwagner, Ilse E. Haseder: Das Große Kosmos Jagdlexikon. Sonderausgabe, Franckh-Kosmos, Stuttgart 2010, ISBN 978-3-440-12309-6, S. 404.
5. ↑  Gerhard Seilmeier (Hrsg.): Jagdlexikon. 4. Auflage. BLV Verlagsgesellschaft, München 1987, ISBN 3-405-13469-2, S. 396.
6. ↑  Gerhard K. F. Stinglwagner, Ilse E. Haseder: Das Große Kosmos Jagdlexikon. Sonderausgabe, Franckh-Kosmos, Stuttgart 2010, ISBN 978-3-440-12309-6, S. 398.
7. ↑  Gerhard K. F. Stinglwagner, Ilse E. Haseder: Das Große Kosmos Jagdlexikon. Sonderausgabe, Franckh-Kosmos, Stuttgart 2010, ISBN 978-3-440-12309-6, S. 539.
8. ↑  Rolf Sauermost, Doris Freudig (Hrsg.): Lexikon der Biologie. Band 8. Spektrum Akademischer Verlag, Heidelberg 2002, ISBN 3-8274-0333-2, S. 66.
9. ↑  Heinrich Dathe, Paul Schöps (Hrsg.): Pelztieratlas. Gustav Fischer, Jena 1986, S. 303.
10. ↑  Gerhard K. F. Stinglwagner, Ilse E. Haseder: Das Große Kosmos Jagdlexikon. Sonderausgabe, Franckh-Kosmos, Stuttgart 2010, ISBN 978-3-440-12309-6, S. 244.
11. ↑  Meyers Enzyklopädisches Lexikon. Band 10. Bibliographisches Institut, Mannheim 1973, S. 834.
12. ↑  Gerhard Seilmeier (Hrsg.): Jagdlexikon. 4. Auflage. BLV Verlagsgesellschaft, München 1987, ISBN 3-405-13469-2, S. 266.
13. ↑  Gerhard K. F. Stinglwagner, Ilse E. Haseder: Das Große Kosmos Jagdlexikon. Sonderausgabe, Franckh-Kosmos, Stuttgart 2010, ISBN 978-3-440-12309-6, S. 555.
14. ↑  Gerhard Seilmeier (Hrsg.): Jagdlexikon. 4. Auflage. BLV Verlagsgesellschaft, München 1987, ISBN 3-405-13469-2, S. 112.
15. ↑  Gerhard K. F. Stinglwagner, Ilse E. Haseder: Das Große Kosmos Jagdlexikon. Sonderausgabe, Franckh-Kosmos, Stuttgart 2010, ISBN 978-3-440-12309-6, S. 98.
16. ↑  Meyers Enzyklopädisches Lexikon. Band 4. Bibliographisches Institut, Mannheim 1972, S. 402.
17. ↑  Gerhard Seilmeier (Hrsg.): Jagdlexikon. 4. Auflage. BLV Verlagsgesellschaft, München 1987, ISBN 3-405-13469-2, S. 404.
18. ↑  Kitz, das. In: duden.de. Duden, abgerufen am 26. Juni 2021.
19. ↑  Kitze, die. In: duden.de. Duden, abgerufen am 26. Juni 2021.
20. ↑  Reh. 7 Die Kinder der Rehe nennt man Kitze. In: hamsterkiste.de. Hamsterkiste-Verlag, Alois Brei, archiviert vom Original (nicht mehr online verfügbar) am 28. Februar 2014; abgerufen am 16. September 2018 (Text und Bilder).